# نونيوس مارشيلوس
نونيوس مارشيلوس (باللاتينية: Nonius Marcellus) هو لغوي وقواعدي لاتيني روماني عاش ما بين القرنين الرابع والخامس الميلادي، ويعتقد أن أصوله من أفريكا. قام بتأليف De compendiosa doctrina وهو قاموس وموسوعة احتوت على عشرين كتاب تتكلم عن الأدب اللاتيني و الآثار وعن الكاتبين بلاوتوس و لوكيوس أبوليوس.